# Ciclón Freddy
El ciclón tropical muy intenso Freddy fue una tormenta excepcionalmente duradera, poderosa y letal que atravesó el sur del Océano Índico durante más de cinco semanas en febrero y marzo de 2023. Freddy es el ciclón tropical más duradero y con mayor producción de ACE de la historia. registrado en todo el mundo. Fue la cuarta tormenta con nombre de la temporada de ciclones de la región australiana de 2022-23 y el segundo ciclón tropical muy intenso de la temporada de ciclones del suroeste del océano Índico de 2022-23.
Freddy se desarrolló por primera vez como una perturbación incrustada en la vaguada del monzón el 4 de febrero de 2023. Mientras se encontraba en la cuenca ciclónica de la región australiana, la tormenta se intensificó rápidamente y se convirtió en un ciclón tropical severo de categoría 4, antes de trasladarse a la cuenca suroeste del Océano Índico, donde se intensificó aún más. El Centro Conjunto de Alerta de Tifones (JTWC) estimó vientos sostenidos de 1 minuto de 270 km / h (165 mph) en la fuerza máxima de Freddy, equivalente a la fuerza de Categoría 5 en la escala Saffir-Simpson. El 19 de febrero, Météo-France (MFR) lo actualizó a un ciclón tropical muy intenso, vientos estimados de 10 minutos de 220 km/h (140 mph). Freddy tocó tierra por primera vez cerca de Mananjary, Madagascar. La tormenta se debilitó rápidamente por tierra pero volvió a fortalecerse en el Canal de Mozambique. Poco después, Freddy tocó tierra por segunda vez justo al sur de Vilankulos, Mozambique, antes de debilitarse rápidamente. Inesperadamente, el sistema logró sobrevivir a su visita a Mozambique y volvió a emerger sobre el canal el 1 de marzo. Poco después, Freddy fue reclasificado como ciclón tropical por el MFR. En el transcurso de 10 días, Freddy se intensificó rápidamente en dos ocasiones, y finalmente se desaceleró hasta convertirse en un movimiento semiestacionario cerca de Quelimane, Mozambique. Avanzando hacia el noroeste hacia el interior, la tormenta se deterioró gradualmente y se notó por última vez el 14 de marzo.
Los preparativos para la tormenta en las Islas Mascareñas incluyeron aterrizajes de vuelos, alertas de ciclones y preparación del personal para las secuelas, entre otras cosas. En Madagascar, se temía que las áreas anteriormente afectadas por los ciclones Batsirai y Cheneso empeoraran con la llegada de la tormenta. Los días 20 y 21 de febrero, Freddy bordeó Mauricio y Reunión hacia el norte, trayendo fuertes vientos y condiciones climáticas adversas. Un barco de bandera taiwanesa con una tripulación de 16 personas desapareció al noreste de Mauricio. El ciclón azotó el sureste de Madagascar y dañó muchas casas. Los impactos en Mozambique fueron más graves que en Madagascar e incluyeron fuertes lluvias en la mitad sur del país y una infraestructura muy dañada. Algunas partes del país recibieron más de 300 mm (12 pulgadas) de lluvia. Los efectos en Mozambique se exacerbaron después de su segunda llegada a tierra con más inundaciones y daños por viento.
El más afectado fue Malawi, donde las lluvias incesantes causaron inundaciones repentinas catastróficas, y Blantyre sufrió la peor parte. La red eléctrica de la nación quedó paralizada, con su represa hidroeléctrica inoperable. En general, el ciclón mató al menos a 894 personas: 676 en Malawi, 198 en Mozambique, 17 en Madagascar, 2 en Zimbabue y 1 en Mauricio. Los impactos generalizados y prolongados provocaron grandes esfuerzos de socorro de las naciones afectadas y múltiples agencias intergubernamentales. UNICEF y el PMA proporcionaron artículos de socorro para los afectados, así como albergues temporales. La seguridad alimentaria fue motivo de especial preocupación, y millones de personas quedaron en riesgo. La tormenta también golpeó durante un brote generalizado de cólera en Mozambique y Malawi; severas inundaciones empeoraron la epidemia. Se encontró a los sobrevivientes del ciclón cavando desesperadamente en los escombros con sus propias manos con la esperanza de encontrar otros sobrevivientes. Se encontraron numerosas personas fallecidas todos los días mientras las secuelas persistían en las áreas afectadas.

## Historia meteorológica

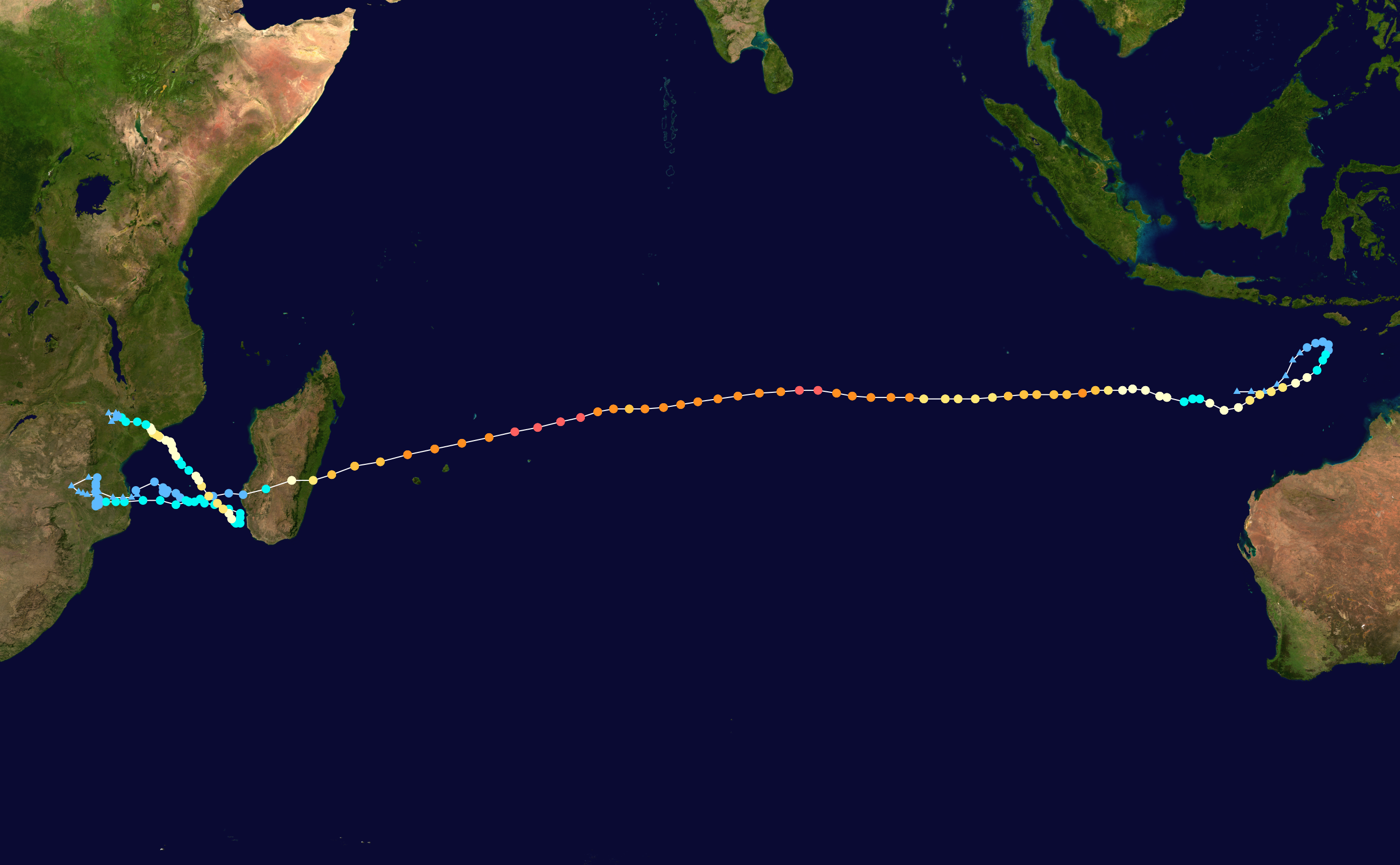
Trayectoria del Ciclón Freddy

El 30 de enero, la Oficina Australiana de Meteorología (BoM) monitoreó una baja tropical en desarrollo en el Mar de Timor. El BoM designó Tropical Low 13U el 4 de febrero, y más tarde ese día lo actualizó a un ciclón tropical de Categoría 1, nombrándolo Freddy. El mismo día, el Centro Conjunto de Alerta de Tifones (JTWC) clasificó el sistema como ciclón tropical 11S. Posteriormente, el BoM convirtió a Freddy en un ciclón tropical de categoría 2. Freddy alcanzó la categoría de ciclón 3. El ciclón comenzó a mostrar una característica ocular visible en imágenes de microondas. Freddy se debilitó levemente debido a CDO y un área persistente de cimas de nubes frías. El JTWC evaluó que los vientos de Freddy tocaron fondo a 150 km/h (90 mph). Freddy se debilitó nuevamente hasta convertirse en una tormenta tropical, y el BoM estimó vientos de 100 km / h (65 mph), el debilitamiento resultante de la cizalladura del viento del este. Freddy se había intensificado aún más a un ciclón tropical severo de categoría 4 debido a la presencia de un ojo bien definido rodeado de convección profunda. Freddy gradualmente se volvió desorganizado, con su ojo ya no bien definido. Durante el 14 de febrero, Freddy cruzó los 90° E hacia la cuenca sudoccidental del océano Índico y Météo-France (MFR) lo clasificó inmediatamente como ciclón tropical. El JTWC evaluó a Freddy con vientos máximos sostenidos de 270 km/h (165 mph) durante 1 minuto, lo que convierte a la tormenta en un ciclón tropical equivalente a la categoría 5. Más tarde, al día siguiente, Freddy pasó a ser un ciclón tropical muy intenso. Aproximadamente a las 7 p. m. hora local el 21 de febrero, el ciclón tocó tierra por primera vez cerca de Mananjary, Madagascar. Durante el 22 de febrero, Freddy mejoró significativamente en la organización a medida que avanzaba hacia el suroeste a través del Canal de Mozambique. Freddy volvió a fortalecerse hasta convertirse en una tormenta tropical moderada después de que la convección comenzó a aumentar rápidamente. Freddy volvió a fortalecerse aún más, marcando su intensificación en una tormenta tropical severa. Freddy continuó organizándose con bandas convectivas envolviendo el centro. A las 12:00 UTC del 24 de febrero, el MFR informó que Freddy había tocado tierra por segunda vez al sur de Vilankulos, Mozambique, con vientos sostenidos de 85 km/h (50 mph) durante 10 minutos. Freddy se debilitó rápidamente a medida que avanzaba hacia el oeste y hacia el interior, debilitándose hasta convertirse en una depresión terrestre a las 18:00 UTC de ese día.
A pesar de que el MFR dejó de emitir avisos el 25 de febrero, todavía estaban monitoreando y predijeron que el remanente bajo probablemente se volvería a desarrollar en un sistema tropical. Freddy resurgió sobre el Canal de Mozambique, el MFR reanudó los avisos sobre el sistema como perturbación tropical el 2 de marzo.A lo largo del día siguiente, Freddy fue degradado a zona de estado de clima alterado. Un paso ASCAT-C mostró vientos por debajo de la fuerza de un vendaval en su cuadrante sur, lo que llevó a MFR a clasificar la tormenta como una tormenta tropical moderada. Freddy se convirtió en una tormenta tropical severa a medida que se acercaba a la costa de Madagascar. Las imágenes de satélite mostraron que se veía un ojo mal definido y Freddy se intensificó aún más hasta convertirse en un ciclón tropical. Freddy se debilitó rápidamente como resultado de la presencia de una mayor cizalladura del viento y de la intrusión de aire seco. Más tarde ese día siguiente, la tormenta se debilitó a 110 km/h (70 mph). El JTWC y MFR indicaron que Freddy aumentó a 120 km/h (75 mph). Freddy tocó tierra por tercera vez en Quelimane, provincia de Zambezia, Mozambique, con vientos sostenidos de 150 km/h (90 mph) el 11 de marzo. El sistema se degradó gradualmente y MFR dejó de monitorearlo como ciclón tropical el 14 de marzo.

## Preparaciones

### Mauricio
Mauricio emitió una advertencia de ciclón de clase I para Rodrigues y, más tarde, emitió una advertencia de ciclón de clase II. Los vuelos de Rodrigues a Saint-Denis, Reunión, fueron cancelados o reprogramados debido a las inclemencias del tiempo.El Primer Ministro Pravind Jugnauth afirmó esto durante un discurso por radio y televisión instando a la vigilancia y la cautela. Los Servicios Meteorológicos de Mauricio (MMS) emitieron una advertencia de ciclón de clase III, estimando que las ráfagas centrales de Freddy podrían alcanzar hasta 300 km/h (185 mph). El país también cerró su bolsa de valores a medida que se acercaba la tormenta. Un total de 1.019 personas buscaron refugio en albergues públicos 

### Isla Reunión
El 18 de febrero, el MFR emitió una prealerta amarilla de ciclón para la isla de Reunión.  Al día siguiente, esto se actualizó a una alerta naranja que provocó el cierre de todas las escuelas. Los pacientes hospitalizados cuyas condiciones no requerían tratamiento inmediato debían regresar a sus hogares, mientras que aquellos con necesidades de cuidados más intensivos debían ser transportados a instalaciones designadas. La compañía eléctrica de la isla, EDF La Réunion, preparó a 200 personas con otras 100 personas de empresas subcontratadas para reparaciones inmediatas una vez que las condiciones de la tormenta disminuyeron. Los centros de llamadas contaron con 60 trabajadores adicionales. La empresa también preparó para su uso 50 vehículos, equipo eléctrico, 15 generadores y 4 helicópteros. A los residentes de las áreas más afectadas por el ciclón Batsirai en febrero de 2022 les preocupaba que los daños empeoraran con la llegada de Freddy. Las autoridades de Le Tampon se estaban movilizando para la llegada del sistema.
La alta mar provocó el cierre de la Nouvelle route du Littoral con autobuses lanzadera establecidos para transportar a los residentes a través de rutas interiores hacia y desde las comunidades del norte y el oeste. El 20 de febrero, la RSMA-R movilizó a 250 personas para las labores de socorro. Todo el servicio en el Aeropuerto de Roland Garros se suspendió el mismo día y se reanudó tras el paso del ciclón.[60] Se emitió una alerta roja por inundaciones costeras para las áreas entre Champs Borne y Pointe des Cascades. La ciudad de Saint-Benoît abrió dos refugios públicos y cerró todas las instalaciones deportivas.Los funcionarios de Saint-Pierre pospusieron un carnaval local durante más de dos semanas.

### Madagascar
El ciclón Freddy amenazó áreas de Madagascar que aún se tambalean por los impactos sucesivos de los ciclones Batsirai y Emnati en 2022; 874.000 personas seguían en situación de inseguridad alimentaria en la región. Medair señaló que la región estaba sufriendo un aumento de la desnutrición infantil derivada de una respuesta humanitaria inadecuada a los ciclones antes mencionados. El 18 de febrero, la Dirección General de Meteorología emitió advertencias para las regiones de Analanjirofo y Sava, y aconsejó a los residentes que tomaran precauciones ya que se esperaba que el ciclón tocara tierra. En el área de llegada a tierra, el servicio meteorológico de Madagascar señaló que las "lluvias torrenciales" y "mares muy altos a enormes" eran motivo de preocupación. El gobierno de Madagascar preposicionó 120 toneladas (120 toneladas largas, 130 toneladas cortas) de arroz en áreas amenazadas por Freddy. Los servicios de transporte y las escuelas se cerraron el 21 de febrero. Los residentes en riesgo de Freddy colocaron sacos de arena sobre los techos de sus casas como refuerzo.
La Federación Internacional de Sociedades de la Cruz Roja y de la Media Luna Roja (IFRC) en Madagascar anunció que se estaba preparando para el ciclón. Météo-France señaló el 19 de febrero que eran posibles acumulaciones de 200 mm (7,9 pulgadas) para las regiones del sur de Madagascar. El Sistema Global de Alerta y Coordinación de Desastres estimó que más de 2,2 millones de personas se verían afectadas por la marejada ciclónica de Freddy y las inundaciones en el país. La Oficina Nacional de Gestión de Riesgos y Desastres (BNGRC, por sus siglas en inglés) ha enviado tiendas de campaña, cuerdas, motosierras y otros suministros a los distritos orientales. La Oficina de las Naciones Unidas para la Coordinación de Asuntos Humanitarios (OCHA) y sus socios desplegaron 80 miembros del personal humanitario en Mahanoro, Mananjary y Manakara, y pusieron dos aviones en espera. La agencia no pudo asignar suficientes suministros de emergencia debido a la falta de fondos y la escasez del ciclón Cheneso el mes anterior. Medair ya tenía oficinas de campo en el lugar después del ciclón Cheneso en el sur y sureste de Madagascar. Se hizo hincapié en proporcionar agua potable limpia y equipos de emergencia a los residentes de Marondava y Maroansetra. Al menos 7.000 personas fueron evacuadas preventivamente de las regiones costeras en riesgo antes de la llegada de Freddy.

### Mozambique
Informes locales estimaron que más de 600.000 personas en el país se verían afectadas solo por el ciclón. Los pronósticos de precipitación alcanzaron los 200-300 mm al sur de Beira en la provincia de Inhambane, con 400 mm localmente. En general, se pronosticó un mes de lluvia. El servicio meteorológico nacional del país emitió una alerta roja el 21 de febrero. También se temía que las intensas y prolongadas lluvias de Freddy agudizaran las inundaciones en la zona centro y norte, afectando hasta a 1,75 millones de personas, estas lluvias también provocaron mortales deslizamientos de lodo. Se instalaron equipos de rescate, suministros de alimentos, tiendas de campaña y botes para apoyar las secuelas.
Durante marzo de 2023, cuando Freddy se acercó por segunda vez, el Instituto Nacional de Meteorología de Mozambique (INAM) pronosticó lluvias torrenciales de más de 200 mm en 24 horas en las provincias de Manica, Sofala, Tete y Zambézia. Se espera que la precipitación máxima esté entre 400 y 500 mm. en riesgo. Miles fueron trasladados a refugios de evacuación como medida de precaución.

### Malawi
Se esperaba que el ciclón Freddy tocara tierra en Malawi y trajera lluvias torrenciales y vientos dañinos a la región sur.[78] Los pronósticos predijeron que las acumulaciones de precipitaciones podrían alcanzar los 400-500 mm.[78] El Ministerio de Educación ha ordenado la suspensión de todas las clases en los distritos de riesgo.

## Impacto
En general, Freddy produjo lluvias inusualmente fuertes, particularmente en Mozambique y Malawi. Los fuertes vientos también golpearon las áreas y la infraestructura se vio gravemente afectada debido a las inundaciones excesivas. El estancamiento de Freddy sobre Mozambique y Malawi agravó mucho las lluvias.

### Madagascar
El daño fue menor de lo esperado debido a vientos más ligeros de Freddy de lo previsto originalmente. Freddy tocó tierra por primera vez cerca de Mananjary, que todavía se estaba recuperando de Batsirai un año antes. En total, más de 14.000 viviendas resultaron afectadas, con 5.500 destruidas, 3.079 inundadas y al menos 9.696 dañadas. Al menos 24.358 personas fueron desplazadas, con más de 12.000 solo en Mananjary. Freddy también dejó 79 escuelas sin hogar, dañó 37 más y destruyó seis más. Los efectos del temporal provocaron la huida de más de 11.000 personas. La zona de impacto de Freddy incluía entre 13 y 15 condados. Unos 16 km² de tierra se inundaron según UNOSAT. En general, el ciclón fue responsable de 17 muertes. Se pusieron a disposición 64 toneladas de raciones de ayuda alimentaria después de la muerte de Freddy. Se abrieron varios sitios de refugio, muchos de los cuales fueron desocupados un día después de la tormenta. El Programa Mundial de Alimentos proporcionó miles de comidas calientes a las personas en los refugios. Está previsto proporcionar asistencia financiera a 100.000 personas durante un máximo de 2 meses y asistencia alimentaria a 40.000 durante 3 meses.

### Mozambique
El ciclón Freddy tocó tierra por segunda vez al sur de Vilanculos, provincia de Inhambane, provocando fuertes lluvias, fuertes vientos y marejada. UNICEF proporcionó suministros de purificación de agua, artículos médicos, tiendas de campaña y kits de higiene, entre otras cosas, para ayudar a familias y niños. Se reportaron algunos daños, principalmente debido a la caída de árboles y techos. La infraestructura y los servicios públicos también sufrieron daños generalizados, incluidos 55 establecimientos de salud y 1.012 escuelas. Al menos diez personas han muerto en el país. Más de 166.600 fueron afectados. Gran parte de la mitad sur del país registró precipitaciones por un total de 200 mm a 500 mm. Miles de viviendas resultaron dañadas, con aproximadamente 28.300 destruidas. Las carreteras en las provincias de Maputo, Inhambane, Gaza, Manica y Sofala resultaron dañadas. Se afectaron más de 38.100 hectáreas de cultivos y se perdieron más de 18.700 hectáreas de cultivos.